# Lac Pierre-Paul
Lac Pierre-Paul är en sjö i Kanada.   Den ligger i regionen Mauricie och provinsen Québec, i den sydöstra delen av landet, 280 km nordost om huvudstaden Ottawa. Lac Pierre-Paul ligger 152 meter över havet. Arean är 0,52 kvadratkilometer. Den sträcker sig 1,1 kilometer i nord-sydlig riktning, och 1,1 kilometer i öst-västlig riktning.
Omgivningarna runt Lac Pierre-Paul är en mosaik av jordbruksmark och naturlig växtlighet. Runt Lac Pierre-Paul är det glesbefolkat, med 13 invånare per kvadratkilometer.